# مقاطعة بانج فلي
بانج فلي (بالتايلاندية:บางพลี) و(بالإنجليزية:Bang Phli District) هي مقاطعة إدارية تابعة لمحافظة ساموت براكان ويقع فيها مطار سوفارنابومي الدولي